# Antennulariella fuliginosa
Antennulariella fuliginosa är en svampart som beskrevs av Woron. 1915. Antennulariella fuliginosa ingår i släktet Antennulariella och familjen Antennulariellaceae.   Inga underarter finns listade i Catalogue of Life.